# Jan Karel Cobenzl
Jan Karel Filip Rafael Daniel hrabě Cobenzl (Johann Karl Philipp Raphael Daniel Reichsgraf von Cobenzl) (21. července 1712, Vídeň – 27. ledna 1770, Brusel) byl rakouský šlechtic, diplomat a státník. Od mládí působil ve službách habsburské monarchie, byl vyslancem v několika zemích, nakonec byl dlouholetým zplnomocněným ministrem a zástupcem místodržitele v Rakouském Nizozemí (dnešní Belgie). Byl významným mecenášem umění a rytířem Řádu zlatého rouna.

## Životopis

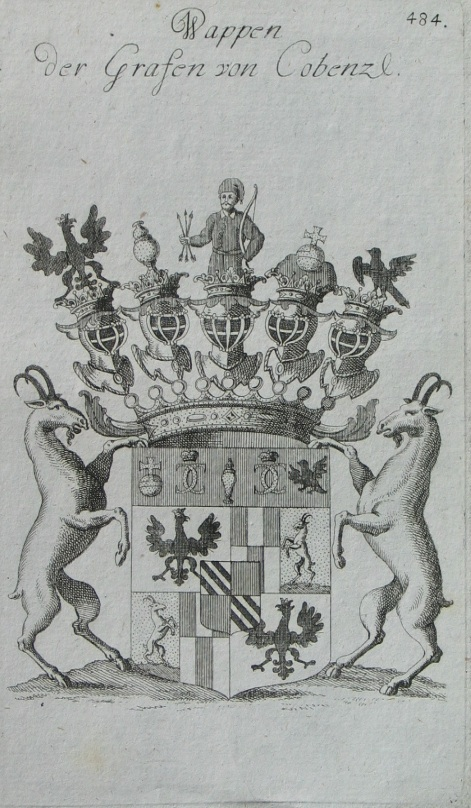
Erb rodu Cobenzlů

Pocházel ze starého šlechtického rodu Cobenzlů, byl synem nejvyššího dvorského maršálka a komořího hraběte Jana Kašpara Cobenzla (1664–1742). Během kavalírské cesty studoval v Leidenu a Würzburgu, mezitím se již v roce 1730 stal císařským komorníkem a v roce 1735 byl jmenován říšským dvorním radou (do říšské dvorní rady byl uveden 26. ledna 1735 spolu s Václavem Antonínem Kounicem, s nímž se znal již ze studií; Kounic byl pak až do smrti patronem celé rodiny Cobenzlů). Cobenzl pak působil jako diplomat v různých německých zemích a v Lotrinsku. Během války o rakouské dědictví byl císařským vyslancem u dvora kolínského arcibiskupa v Bonnu, spolu s hrabětem Rudolfem Chotkem hájil diplomatické zájmy Marie Terezie v jižním Německu. Od roku 1753 až do smrti působil jako zplnomocněný ministr v Rakouském Nizozemí, v této funkci byl de facto zástupcem místodržitele, jímž byl často nepřítomný Karel Alexandr Lotrinský. V Bruselu měl zásluhy na všeobecném rozvoji, v roce 1769 založil literární společnost, která se po jeho smrti přeměnila na královskou belgickou akademii věd a umění (Académie royale de Belgique). Proslul také jako mecenáš umění, vysokými náklady na reprezentaci v Bruselu a nákupy uměleckých předmětů se ale značně zadlužoval. V roce 1768 musel své umělecké sbírky prodat, spolu se sbírkami knížete de Ligne je koupila ruská carevna Kateřina II. Veliká (kolekce Cobenzlových obrazů je dnes vystavena v Ermitáži). Byl též c.k. tajným radou, v roce 1759 obdržel Řád zlatého rouna a později i velkokříž uherského Řádu sv. Štěpána. Mimoto byl držitelem několika čestných dědičných úřadů v korunních zemích, kde vlastnil statky, byl dědičným nejvyšším truksasem a sokolníkem v Gorici a dědičným nejvyšším číšníkem v Kraňsku. Hlavními rodovými sídly byly v té době hrad Predjama (Lueg) a zámek Hošperk (Haasberg) v dnešním Slovinsku.
V roce 1734 se ve Vídni oženil s hraběnkou Marií Terezií Pálffyovou (1719–1771), dámou Řádu hvězdového kříže. Měli spolu dvanáct dětí, z nichž sedm zemřelo v dětství. Z dcer se dospělého věku dožily dcery Marie Eleonora (1736–1776), Marie Terezie (1739–1779) a Marie Charlotta (1755–1812), které se provdaly do belgických rodin. Ze synů byl nejmladší František Karel (*1758), kanovníkem v Olomouci a Brně. Nejvýznamnějším z potomstva Jana Karla byl syn Jan Ludvík (1753–1809), který byl dlouholetým rakouským velvyslancem v Rusku a nakonec v letech 1801–1805 státním kancléřem.